# Cveto Germovšek
Cveto Germovšek slovenski geolog in kemik, * 13. oktober 1923, Murska Sobota, † 8. julij 1955, izvir Dobličice , Bela krajina.
Leta 1950 je diplomiral na Prirodoslovno matematični fakulteti v Ljubljani, od 1951 je bil sodelavec Geološkega inštituta pri Slovenski akademiji znanosti in umetnosti. Izdelal je geološke zemljevide Dolenjske in okolice Kočevja ter petrografski zemljevid Pohorja. Raziskoval je triasne predornine severovzhodne Slovenije in obdelal hidrozojsko favno Dolenjske.